# Бруски
Бруски́ —  село в Україні, у Новослобідській сільській громаді Конотопського району Сумської області. Населення становить 7 осіб. До 2017 орган місцевого самоврядування — Бунякинська сільська рада.

## Географія
Село Бруски знаходиться між річками Берюшка і Сейм (5-7 км). На відстані 2 км розташоване село Бувалине. По селу протікає пересихаючий струмок із загатою. До села примикають невеликі лісові масиви. Поруч проходить кордон з Росією.

## Історія
12 червня 2020 року, відповідно до розпорядження Кабінету Міністрів України № 723-р «Про визначення адміністративних центрів та затвердження територій територіальних громад Сумської області», село увійшло до складу Новослобідської сільської громади.
19 липня 2020 року, в результаті адміністративно-територіальної реформи та ліквідації Путивльського району, увійшло до складу новоутвореного Конотопського району.

#### Російське вторгнення в Україну (з 2022)
26 серпня 2024 року російські загарбники продовжували обстрілювати прикордонні території Сумської області. Зокрема в селі зафіксовано 1 вибух, ймовірно КАБ.